# Santa Clara, Novi Meksiko
Santa Clara je selo u okrugu Grantu u američkoj saveznoj državi Novom Meksiku. Prema popisu stanovništva SAD 2000. ovdje je živjelo 1944 stanovnika. Gradska spavaonica obližnjeg Silver Cityja.

## Ime
Dugo je bila znana pod imenom "Central."  Ovdašnji poštanski ured osnovan je pod tim imenom 8. siječnja 1887., a ime je promijenio u Santa Clara 1996. godine.

## Zemljopis
Nalazi se na 32°46′32″N 108°9′13″W / 32.77556°N 108.15361°W (32.775681, 108.153597). Prema Uredu SAD-a za popis stanovništva, zauzima 2,60 km2 površine, sve suhozemne.

## Stanovništvo
Prema podatcima popisa 2000. u Santa Clari bilo je 1944 stanovnika, 696 kućanstava i 496 obitelji, a stanovništvo po rasi bili su 62,91% bijelci, 0,36% afroamerikanci, 1,95% Indijanci, 0,05% Azijci, 30,61% ostalih rasa, 4,12% dviju ili više rasa. Hispanoamerikanaca i Latinoamerikanaca svih rasa bilo je 83,49%.